# Didier Meslard
Didier Meslard, né le 14 janvier 1896 à Charrais et mort le 25 août 1963 à Châtellerault,, est un coureur cycliste français. Professionnel de 1920 à 1925, il a remporté une édition du Circuit de la Vienne. Il a également participé à deux reprises au Tour de France.

## Palmarès et résultats

### Palmarès par année
- 1919
  - 2e de Tours-Châtellerault-Tours
- 1920
  - 2e de Poitiers-Saumur-Poitiers
- 1921
  - Circuit du Maine-et-Loire
  - 3e de Poitiers-Saumur-Poitiers
  - 3e de Tours-Châtellerault-Tours
- 1923
  - 3e du Circuit de la Vienne
  - 3e du Circuit des Charentes
- 1924
  - Circuit de la Vienne
  - 2e de Tours-Châtellerault-Tours
- 1925
  - 2e de Tours-Châtellerault-Tours
  - 3e du Circuit de la Vienne
- 1927
  - 3e du Circuit de Saumur
  - 3e de Tours-Châtellerault-Tours

### Résultats sur les grands tours

#### Tour de France
2 participations
- 1920 : abandon (6e étape)
- 1922 : abandon (2e étape)